# Вознесенский, Александр Эрнестович
Александр Эрнестович Вознесенский (род. 8 апреля 1972 года в Ленинграде) — российский топ-менеджер, антикризисный управленец, руководитель и инициатор общественно-деловых проектов «Севкабель Порт» и «Гавань 2.0», представитель династии отечественных экономистов Вознесенских: Александр Алексеевич, Николай Алексеевич, Эрнест Александрович, Лев Александрович Вознесенские. Председатель совета директоров группы компаний Севкабель.

## Образование, научная деятельность
В 1994 году закончил Санкт-Петербургский государственный университет экономики и финансов. Кандидат экономических наук. Защитил диссертацию на тему «Унификация местной налоговой системы». С 1998 по 2004 преподавал на кафедре финансов в Санкт-Петербургском государственном университет экономики и финансов.
На протяжении 2001—2002 годов вышел ряд его публикаций в сборниках научных трудов на тему теории финансов и политэкономии:
- Гносеологические и семантические противоречия теории финансов, 2002
- К вопросу об адаптированности западных учебников по курсу «Финансы» к аналогичному российскому курсу, 2002
- Актуальность использования терминов политэкономии в курсе теории финансов, 2002

В 2004 году получил степень МВА в Высшей школе менеджмента Санкт-Петербургского государственного университета.

## Карьера
В 2000-х годах Александр Эрнестович Вознесенский работал в Администрации Санкт-Петербурга в Комитете Экономики и Промышленной Политики, руководил разработкой концепции тарифной политики Санкт-Петербурга.
С 2004 года занимал должность директора по стратегическому развитию и корпоративным вопросам ОАО «Климов». Под его руководством была разработана стратегия развития ОАО «Климов», в результате принятия которой была произведена модернизация предприятия в 2008—2012 годах. Новая стратегия предприятия подразумевала отказ от производства полного цикла и переход на новый способ с использованием широкого аутсорсинга и применением принципов ODM/TIER.
С марта 2011 года — директор ООО «Управляющая компания по строительству Ново-Адмиралтейской верфи», и с ноября 2011 года по сентябрь 2013 года — генеральный директор ООО «Балтийский завод — судостроение» (входит в Объединенную судостроительную корпорацию), член Совета Директоров ЗАО «ЦКБ ОСК-Айсберг».
По поручению руководства ОСК Александр Вознесенский возглавил процесс реструктуризации ОАО «Балтийский Завод», который находился в процедуре банкротства (юридические лица «Балтийский Завод» и «КБ Айсберг»). Заморозив эту процедуру и подведя всех кредиторов к заключению мирового соглашения, параллельно им были созданы новые юридические лица ООО «Балтийский завод — судостроение» и ЗАО «ЦКБ ОСК-Айсберг».
В эти юридические лица были переведены трудовые коллективы и производственные мощности, были получены лицензии и запущен процесс производства современного головного атомного ледокола проекта 22220 «Арктика» (ЛК-60Я) и двух кораблей серии Mistral совместно STX-France, также был запущен остановленный процесс по строительству и параллельному перепроектированию плавучей атомной теплоэлектростанции (ПАТЭС) «Академик Ломоносов».
С 10 сентября 2014 года является генеральным директором ГК «Севкабель» и с февраля 2015 года — председателем совета директоров группы компаний «Севкабель».
В 2017 году инициировал и реализовал оптимизацию производственных площадей завода «Севкабель» и высвобождение частей территории завода под организацию общественного культурно-делового пространства Севкабель Порт.
Под управлением Вознесенского «Севкабель Порт» получил ряд премий, среди которых: «Премия организации городов всемирного наследия The Jean-Paul- L!Allier Prize 2019», Золотой Трезини «Лучший реализованный проект креативного пространства» 2021, премия «Общественные пространства» по версии журнала «Фонтанка.ру» 2022.

## Общественная и благотворительная деятельность
В 2020 году выступил инициатором концепции создания проекта «Гавань 2.0» как единого пространства на набережных Васильевского острова в Санкт-Петербурге
В 2021 году поддержал инициативу создания благотворительного кластера «Нормальное место» на территории большого Севкабель Порта.

## Награды
В 2022 году вошел в список 50-ти самых знаменитых людей Петербурга по версии журнала «Собака.ru».
В 2023 году вошел в ТОП-25-ти самых добрых людей Петербурга в номинации «Сотрудничество петербургских компаний с благотворительными организациями» по версии добровольческого сообщества «Форма добра».